# Tassos Denegris
Tassos Denegris (en griego: Τάσος Δενέγρης, 1934, Atenas-2009) fue un poeta griego muy conocido.
Publicó seis colecciones de poesía y las tradujo al griego, con obras entre otros de Borges y Octavio Paz. Su propia obra fue traducida a muchas lenguas, incluyendo el francés, húngaro, portugués y castellano.
En 1975 Tassos Denegris fue elegido miembro de un programa internacional de escritura en la Universidad de Iowa y en 1993 estuvo como invitado en el festival de poesía de Cambridge. También ha pronunciado conferencias y lecturas de sus obras en Belgrado, Nueva Delhi, Estrasburgo, Tubinga, Colombia, y en 1998 estuvo en la reunión de "Poetas del Mundo" que tuvo lugar en Lima.